# گورستان قره شیران

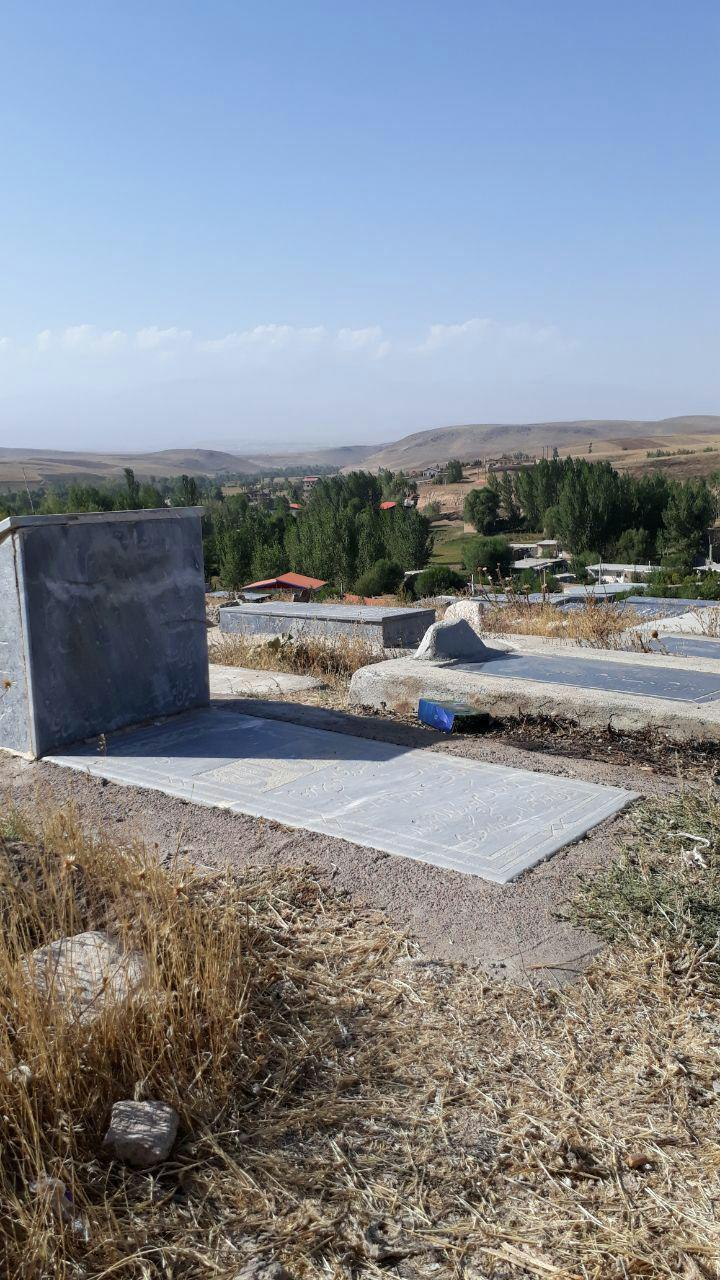

گورستان قره شیران مربوط به دوره اشکانیان است و در شهرستان اردبیل، شهرستان نیر، بخش کورائیم، دهستان یورتچی غربی، روستای قره شیران واقع شده و این اثر در تاریخ ۱۸ اسفند ۱۳۸۷ با شمارهٔ ثبت ۲۴۹۳۹ به‌عنوان یکی از آثار ملی ایران به ثبت رسیده است.